# Kinnarinkarit
Kinnarinkarit är en ö i Finland. Den ligger i sjön Iso-Kisko och i kommunen Salo i den ekonomiska regionen  Salo och landskapet Egentliga Finland, i den södra delen av landet, 80 km väster om huvudstaden Helsingfors. Öns största längd är 30 meter i sydväst-nordöstlig riktning. Notera att namnet antyder att det är fråga om flera öar.